# Sant Lluís
Sant Lluís is een gemeente in de Spaanse provincie en regio Balearen met een oppervlakte van 35 km². Sant Lluís heeft 7.313 inwoners (1 januari 2016). De gemeente ligt op het eiland Menorca.

## Demografische ontwikkeling
Bron: INE, 1910-2011: volkstellingen
Opm.: Tussen 1857 en 1910 maakte Sant Lluís deel uit van de gemeente Mahon
Alaior · Ciutadella de Menorca · Es Castell · Es Mercadal · Es Migjorn Gran · Ferreries · Maó · Sant Lluís